# Centralpostpalatset, Rijeka
Centralpostpalatset eller Huvudpostens palats (kroatiska: Palača glavne pošte), även kallat Kroatiska postens byggnad (Zgrada Hrvatske pošte), är ett palats och byggnad i Rijeka i Kroatien. Byggnaden invigdes år 1887 i dåvarande österrikisk-ungerska Fiume (sedan år 1947 känt under sitt kroatiska namn Rijeka) och bär stildrag från nyrenässansen. Den är belägen vid huvudgatan Korzo och är en av de mer tongivande byggnaderna vid stadens esplanad. Byggnaden ägs och nyttjas av Kroatiska posten.

## Historik
Vad som idag är Kroatiska postens huvudbyggnad i Rijeka uppfördes år 1887 som en administrativ byggnad och bostadshus för den kungliga ungerska finansförvaltningen i dåvarande Österrike-Ungern. Den uppfördes på uppdrag av Fiumes guvernör men upphovsmannen bakom dess arkitektoniska utformning är okänd. Byggnadsarbetena utfördes av det lokala bolaget Burger & Matković.
Lokalerna på första plan rymde ursprungligen den ungerska finansförvaltningen och ett stort telegrafkontor där kontorister utförde sina dagliga sysslor manuellt. På andra plan fanns den lokale guvernörens kontor, hamnkonstruktionskontoret och det lokala skattekontoret medan tredje plan tjänade som bostad åt chefer och de främsta tjänstemännen. Till följd av omorganisationer och moderniseringar av verksamheten har byggnadens interiör förändrats flera gånger sedan dess tillkomst.  

## Arkitektur och beskrivning
Huvudpostens palats är en massiv kubformad historicistisk byggnad med stildrag från nyrenässansen. Den upptar en yta på 868 kvadratmeter mittemot Stadstornet i centrala Rijeka och har en bottenvåning, tre övre våningar och loft. Byggnadens kvadratiska planlösning är oregelbunden och totalt finns tre entréer i markplan.
Kroatiska postens byggnad i Rijeka har en rektangulär innergård och dess bas (nedre del) är rustik. Fönstren är profilerade och har krön. Precis under taket på den yttre fasaden finns dekorativa kransar. I början av 1900-talet placerades järnkonsoler och glasskärmar i Art Nouveau-stil över ingångarna vid den västra sidan av byggnaden. År 1969 dekorerades interiören med en färgstark och uttrycksfull mosaik utformad av konstnären Edo Murtić.
Byggnaden är inte kulturmärkt men ingår i ett större område som är kulturskyddat.